# Dolok Saut
Dolok Saut is een bestuurslaag in het regentschap Tapanuli Utara van de provincie Noord-Sumatra, Indonesië. Dolok Saut telt 842 inwoners (volkstelling 2010).